# Santa Lúcia nos Jogos Pan-Americanos de 2019
Santa Lúcia competiu nos Jogos Pan-Americanos de 2019 em Lima de 26 de julho a 11 de agosto de 2019. O país levou uma delegação de sete atletas, que competiram em três esportes diferentes.
David Christopher, presidente da Federação de Boxe de Santa Lúcia, foi o chefe de missão.
O porta-bandeira da delegação foi o velejador Luc Chevrier, que competiu na classe laser. 
A saltadora Levern Spencer conquistou o bicampeonato pan-americano e conseguiu defender o título conquistado quatro anos antes, em Toronto. 

## Competidores
Abaixo está a lista de competidores (por gênero) participando dos jogos por esporte/disciplina.
| Esporte                   | Homens | Mulheres | Total |
| ------------------------- | ------ | -------- | ----- |
| Atletismo (pista e campo) | 1      | 3        | 4     |
| Natação                   | 1      | 0        | 1     |
| Vela                      | 1      | 1        | 2     |
| Total                     | 3      | 4        | 7     |

## Medalhistas
| Nome            | Esporte   | Evento              | Gênero    | Dia          | Medalha |
| --------------- | --------- | ------------------- | --------- | ------------ | ------- |
| Levern Spencer  | Atletismo | Salto em altura     | Feminino  | 08 de agosto | Ouro    |
| Albert Reynolds | Atletismo | Lançamento de dardo | Masculino | 10 de agosto | Bronze  |

| Esporte   | Medalha de ouro | Medalha de prata | Medalha de bronze | Total |
| Atletismo | 1               | 0                | 1                 | 2     |
| Total     | 1               | 0                | 1                 | 2     |

## Atletismo
Chave
- Nota– Posições nos eventos de pista são para a fase inteira
- NR = Recorde nacional

Eventos de campo
| Atleta           | Evento                        | Final     | Final             |
| Atleta           | Evento                        | Distância | Posição           |
| ---------------- | ----------------------------- | --------- | ----------------- |
| Albert Reynolds  | Lançamento de dardo masculino | 82.19 NR  | Medalha de bronze |
| Jeanelle Scheper | Salto em altura feminino      | 1.84      | 4ª                |
| Levern Spencer   | Salto em altura feminino      | 1.87      | Medalha de ouro   |
| Sandisha Antoine | Salto triplo feminino         | 13.15     | 12ª               |

## Natação
| Atleta          | Evento                | Eliminatórias | Eliminatórias | Final | Final |
| Atleta          | Evento                | Tempo         | Pos.          | Tempo | Pos.  |
| --------------- | --------------------- | ------------- | ------------- | ----- | ----- |
| Jean-Luc Zephir | 50 m livre masculino  | 23.84         | 23º           | n/a   | 23º   |
| Jean-Luc Zephir | 100 m livre masculino | 51.77         | 18º q         | 51,94 | 15º   |

## Vela
| Atleta                  | Classe                | Regatas | Regatas | Regatas | Regatas | Regatas | Regatas | Regatas | Regatas | Regatas | Regatas | Regatas | Regatas | Regatas | Regatas | Regatas | Regatas | Regatas | Regatas | Regatas | Regatas | Regatas | Total  | Total |
| Atleta                  | Classe                | 1       | 2       | 3       | 4       | 5       | 6       | 7       | 8       | 9       | 10      | 11      | 12      | 13      | 14      | 15      | 16      | 17      | 18      | M1      | M2      | M3      | Pontos | Pos.  |
| ----------------------- | --------------------- | ------- | ------- | ------- | ------- | ------- | ------- | ------- | ------- | ------- | ------- | ------- | ------- | ------- | ------- | ------- | ------- | ------- | ------- | ------- | ------- | ------- | ------ | ----- |
| Luc Chevrier            | Laser masculino       | 14      | 11      | 7       | 16      | 15      | 17      | 14      | 14      | 17      | 15      | n/a     | n/a     | n/a     | n/a     | n/a     | n/a     | n/a     | n/a     | DNA     | n/a     | n/a     | 123    | 15º   |
| Stephanie Devaux-Lovell | Laser radial feminino | 3       | 6       | 5       | 13      | 12      | 8       | 12      | 15      | 10      | 11      | n/a     | n/a     | n/a     | n/a     | n/a     | n/a     | n/a     | n/a     | DNA     | n/a     | n/a     | 80     | 11º   |